# Osmo Alaja
Osmo Viktor Johannes Alaja, född 26 januari 1915 i Helsingfors, Storfurstendömet Finland, Kejsardömet Ryssland, död 30 juni 2001 i Tammerfors, var biskop i Sankt Michels stift inom Evangelisk-lutherska kyrkan i Finland åren 1959-1978. Han tog över efter Martti Simojoki som flyttade till det nybildade Helsingfors stift och hans efterträdare var Kalevi Toiviainen.
Alaja prästvigdes år 1937, varefter han verkade som kaplan och prost på olika håll i Finland. Som biskop verkade han i nästan tjugo år.
Alaja publicerade ett antal böcker, vilka behandlar kyrkans och tros ställning i människors vardag.